# Podolí (okres Vsetín)

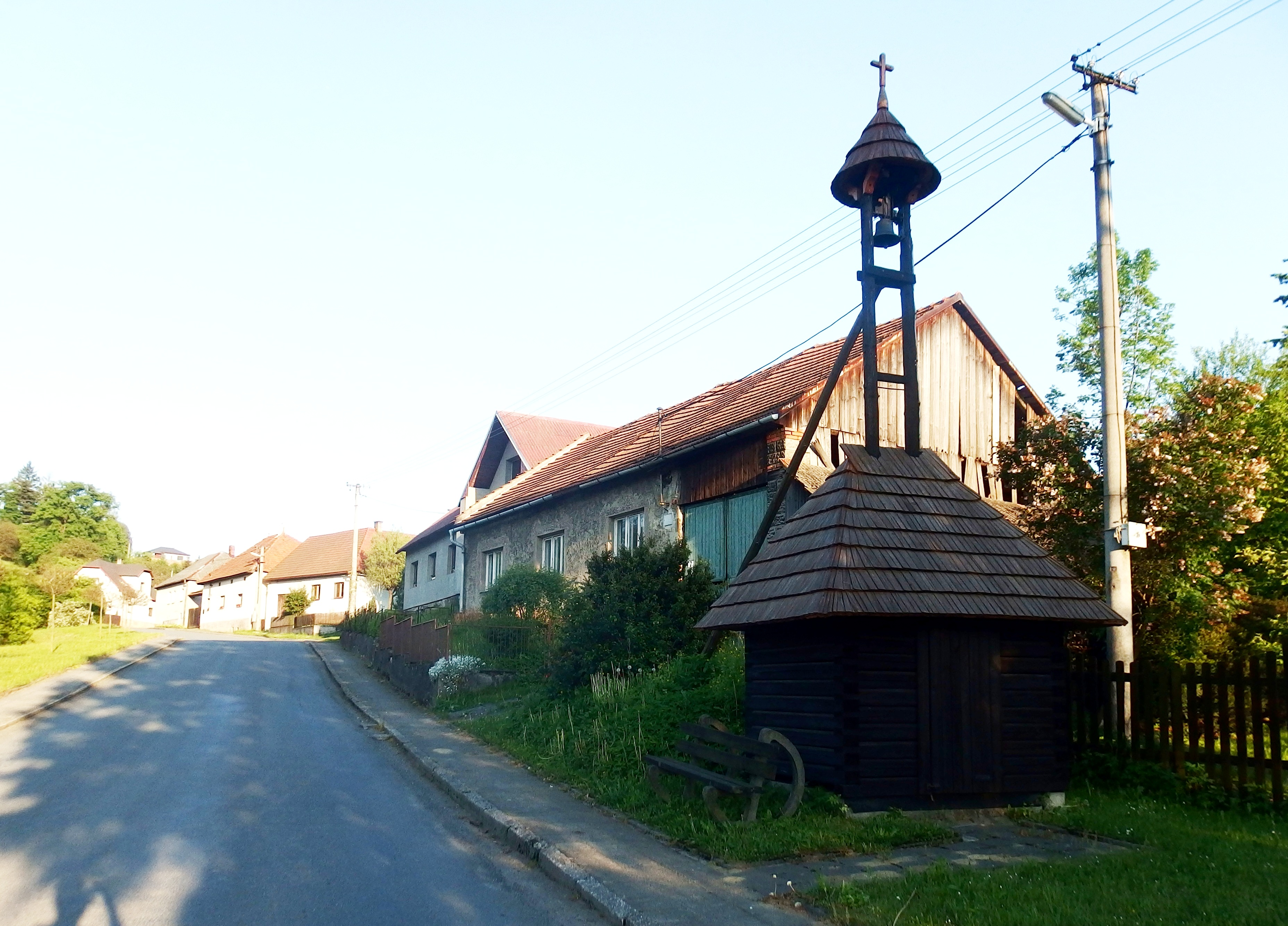

Podolí, Duits: Podol,  is een gemeente in het oosten van Tsjechië tussen Brno en het drielandenpunt met Slowakije en Polen, 94 km van Brno en 72,5 km van het drielandenpunt. Podolí telde 275 inwoners in 2024.
Branky · Bystřička · Dolní Bečva · Francova Lhota · Halenkov · Horní Bečva · Horní Lideč · Hošťálková · Hovězí · Huslenky · Hutisko-Solanec · Choryně · Jablůnka · Janová · Jarcová · Karolinka · Kateřinice · Kelč · Kladeruby · Krhová · Kunovice · Lačnov · Leskovec · Lešná · Lhota u Vsetína · Lidečko · Liptál · Loučka · Lužná · Malá Bystřice · Mikulůvka · Nový Hrozenkov · Oznice · Podolí · Police · Poličná · Pozděchov · Prlov · Prostřední Bečva · Pržno · Ratiboř · Rožnov pod Radhoštěm · Růžďka · Seninka · Střelná · Střítež nad Bečvou · Ústí · Valašská Bystřice · Valašská Polanka · Valašská Senice · Valašské Meziříčí · Velká Lhota · Velké Karlovice · Vidče · Vigantice · Vsetín · Zašová · Zděchov · Zubří